# Atya gabonensis
Atya gabonensis Giebel, 1875 è un gambero d'acqua dolce appartenente alla famiglia Atyidae.

## Distribuzione e habitat
Questa specie è diffusa nelle acque dolci dell'Africa occidentale. Specialmente diffusa nelle acque dolci di Gabon e Camerun.

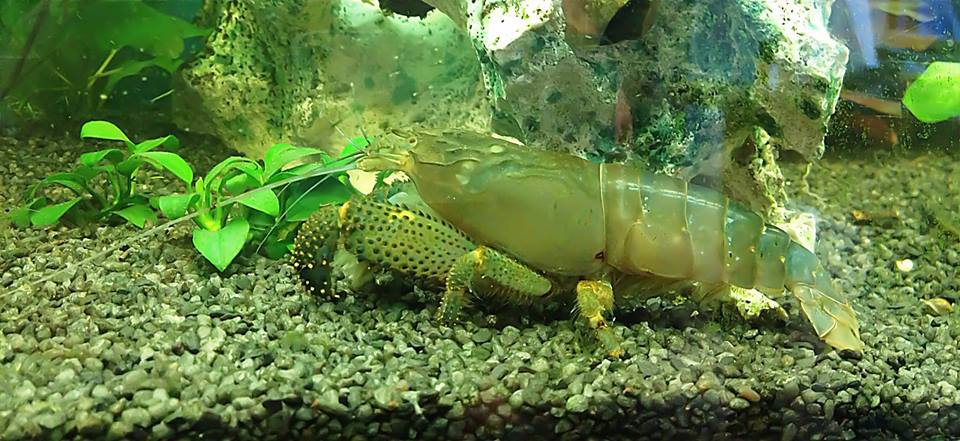
Atyopsis gabonesis

## Descrizione
Il carapace è robusto e tozzo. Gli occhi neri, la testa è munita di sei paia di antenne. Le prime quattro zampe (chelipedi) presentano una terminazione a pinza con estremità fornite di numerose setole, formanti un ventaglio. Questi ventagli vengono allargati in prossimità di una turbolenza nell'acqua e usati come raccoglitori per le particelle di cibo (infusori, naupli e altro). Quando l'animale sente la presenza di una preda sul ventaglio, lo chiude e lo porta alla bocca.
La livrea varia dall'azzurro acceso con riflessi rossi al bruno-grigiastro. 

Le dimensioni si attestano sui 15 cm di lunghezza massima. La femmina presenta un carapace più tozzo di quello del maschio.

## Acquariofilia
Da qualche anno questo gambero è oggetto di allevamento e riproduzione negli acquari occidentali, forti dell'esperienza acquisita con il gambero Caridina japonica, appartenente alla stessa famiglia. L'allevamento avviene in condizioni d'acqua ideali (24 °C) e con pesci pacifici. Si è notato che l'A. gambonensis ricerca autonomamente il cibo, senza bisogno di essere nutrito come i pesci, piazzandosi vicino all'acqua di uscita del filtro oppure setacciando la sabbia con il suo apparato di ricerca del cibo, riesce comunque anche ad afferrare il mangime secco che affonda lentamente in acqua. È un animale prevalentemente notturno che trascorre buona parte del suo tempo sotto il getto di rientro dell'acqua del filtro. Bisogna ospitarlo in vasche da minimo di 50 litri. L'acquario può essere di qualsiasi tipologia purché provvisto di un buon filtraggio e con acqua sufficientemente mossa e ossigenata. Non gradisce la presenza di pesci aggressivi o turbolenti come Barbi e grossi Ciclidi che possono disturbarlo o ferirlo soprattutto durante il delicato periodo della muta. Richiede un arredamento simile a quello in natura.